# Juan Carlos Gangas
Juan Carlos Gangas Lubones (Santiago, Chile, 19 de septiembre de 1944) es un Exfutbolista chileno y actual entrenador. Jugó de alero o wing, en ambas franjas, derecha e izquierda, en equipos de Chile y Bolivia.

## Trayectoria[1]
Su inicio como infantil fue en el club “Juventud Sanitas”, pero se dio a conocer en el “Atlético Santa Ana”, de la Granja.  En 1959 ingresó a la Universidad de Chile, en la división infantil como centrodelantero.
La mayor parte de su carrera la hizo de puntero, izquierdo o derecho.
Fue Seleccionado Juvenil de Santiago en Nacional de Arica y Seleccionado nacional Juvenil en el Sudamericano de Colombia. 
Debutó en Primera División en la Universidad de Chile el año 1964 destacando por su velocidad y tiro, siempre su titularidad en el equipo estuvo limitado por dos excelentes jugadores. Pedro Araya en la punta derecha y Leonel Sánchez en la punta izquierda.
El año 1968 es contratado por Colo Colo equipo en el que jugó hasta la temporada de 1970.
Los años 1971 y 1972 se desempeñó en el norte chileno en el club Deportes Antofagasta.  
En 1973 emigró al exterior, específicamente a Bolivia, para jugar en el club Jorge Wilstermann de Cochabamba. Al año siguiente, en el año 1974, es contratado por el club Bolívar de La Paz. 
En 1977 juega en el Deportivo Ñublense de Chillán, club en el que se retira e inicia su carrera como entrenador, en el año 1978 y que lo tiene actualmente, en la serie formativas de Audax Italiano.
1986 Como entrenador en TORNEO OFICIAL: Uno de los más recordados torneos, fue el de 1986, donde Lota Schwager logró un 75% de rendimiento; logrando el segundo ascenso a la primera división, bajo la batuta de Juan Carlos Gangas. La figura, capitán y goleador fue Patricio Bonhomme. Del blog aguantelota

## Clubes

### Como jugador
| Club                 | País    | Año       |
| -------------------- | ------- | --------- |
| Universidad de Chile | Chile   | 1964-1967 |
| Colo Colo            | Chile   | 1968-1970 |
| Deportes Antofagasta | Chile   | 1971-1972 |
| Jorge Wilstermann    | Bolivia | 1973      |
| Bolívar              | Bolivia | 1974      |
| Deportes Antofagasta | Chile   | 1976      |
| Ñublense             | Chile   | 1977      |

### Como entrenador
| Club              | País  | Año       |
| ----------------- | ----- | --------- |
| Ñublense          | Chile | 1978      |
| Provincial Osorno | Chile | 1985      |
| Lota Schwager     | Chile | 1986-1987 |
| O'Higgins         | Chile | 1988      |
| Huachipato        | Chile | 1990      |
| Deportes Temuco   | Chile | 2006      |

## Palmarés

### Como jugador

#### Campeonatos nacionales
| Título                | Club                 | País    | Año  |
| --------------------- | -------------------- | ------- | ---- |
| Primera División      | Universidad de Chile | Chile   | 1964 |
| Primera División      | Universidad de Chile | Chile   | 1965 |
| Primera División      | Universidad de Chile | Chile   | 1967 |
| Primera División      | Colo Colo            | Chile   | 1970 |
| Asociación Cochabamba | Jorge Wilstermann    | Bolivia | 1973 |
| Primera División      | Jorge Wilstermann    | Bolivia | 1973 |

### Como entrenador

#### Campeonatos nacionales
| Título             | Club          | País  | Año  |
| ------------------ | ------------- | ----- | ---- |
| Primera División B | Lota Schwager | Chile | 1986 |